# Manlio Savaré
Manlio Savaré (Milano, 18 gennaio 1885 – Giggiga, 24 agosto 1940) è stato un militare italiano, decorato di medaglia d'oro al valor militare alla memoria nel corso della seconda guerra mondiale.

## Biografia
Nacque a Milano il 18 gennaio 1885, figlio di Eligio e Matilde Carcano. Dopo aver prestato servizio militare di leva nel Regio Esercito nel 1903, in forza al 77º Reggimento fanteria, fu congedato nel 1905. All'atto dell'entrata in guerra del Regno d'Italia, avvenuta il 24 maggio 1915, fu richiamato in servizio attivo nel mese di ottobre e operò sul fronte italiano sino al 1918, rimanendo anche ferito nel 1917. Posto in congedo nel 1919 con il grado di tenente, si stabilì a Milano, dove si dedicò all'arte decorativa. Promosso capitano il 1 marzo 1935, in quell'anno partì volontario per combattere nella guerra d'Etiopia, prendendo il posto di suo figlio Gioacchino (1911-1936), caduto in combattimento. Arrivato in Africa Orientale Italiana fu assegnato al IX Battaglione eritreo, distinguendosi nelle operazioni contro l'Etiopia e successivamente in quelle di grande polizia coloniale. Si distinse particolarmente, a più riprese, combattendo da Dessiè ad Addis Abeba e poi nella Scioà, nell'Uollega e nel Goggiam, spingendosi fino alle sorgenti del Nilo Azzurro, venendo decorato con tre croci di guerra al valor militare. Posto di nuovo in congedo, rimase in Colonia e, con l'approssimarsi dell'entrata in guerra del Regno d'Italia, il 24 maggio 1940 fu richiamato in servizio attivo. Assegnato alla II Brigata coloniale, fu nominato, per suo espresso desiderio, comandante della 2ª Compagnia del IX Battaglione coloniale. Rimase gravemente ferito il 1 agosto a Daharboruk, nel corso dell'invasione del Somaliland britannico, e decedette presso l'ospedale militare di Giggiga il 24 agosto 1940. Fu insignito della medaglia d'oro al valor militare alla memoria. Una via di Milano porta il suo nome e quello di suo figlio Gioacchino.

### Annotazioni
1. ↑  In questo reparto aveva prestato servizio suo figlio Gioacchino, caduto in combattimento sul Monte Lata il 21 gennaio 1936 e decorato di medaglia d'argento al valor militare alla memoria.

### Fonti
1. 1 2 3 4 5 6 7 8 9 10  Combattenti Liberazione.
2. ↑   Bollettino ufficiale delle nomine, promozioni e destinazioni negli ufficiali e sottufficiali del R. esercito italiano e nel personale dell'amministrazione militare, 1935,  p. 4479. URL consultato il 18 agosto 2021.
3. ↑  Petacco 2016, p. 125.
4. ↑  Italia oggi.
5. ↑   Mario Savarè, su Quirinale.it. URL consultato il 30 giugno 2021.
6. ↑  Registrato alla Corte dei conti lì 4 agosto 1941, registro n.26 Guerra, foglio n.162.
7. ↑   Bollettino ufficiale delle nomine, promozioni e destinazioni negli ufficiali e sottufficiali del R. esercito italiano e nel personale dell'amministrazione militare, 1919,  p. 29. URL consultato il 18 agosto 2021.